# Suceurs de sang
À ne pas confondre avec le film allemand Suceurs de sang, une comédie marxiste de vampires (2021).
Pour plus de détails, voir Fiche technique et Distribution.
Suceurs de sang (Incense for the Damned) est un film d'épouvante britannique réalisé par Robert Hartford-Davis et sorti en 1971.
C'est une adaptation du roman Doctors Wear Scarlet paru en 1960 et écrit par Simon Raven (en) (1927-2001). Ce film de vampire a été renié par son réalisateur qui a exigé que son vrai nom disparaisse du générique, remplacé par le pseudo « Michael Burrowes ».

## Synopsis
Richard Fountain, un jeune et brillant étudiant de l'université de Lancaster, un établissement fictif d'Oxford, a perdu le contact avec ses amis après s'être rendu en Grèce pour faire des recherches sur un livre de mythologie. Pénélope Goodrich, la fiancée « informelle » de Richard, Tony Seymour du Ministère des Affaires étrangères et Bob Kirby, un des élèves de Richard, se rendent en Grèce pour le retrouver. Tony se rend au bureau du major Derek Longbow, l'attaché militaire britannique, pour lui demander de l'aider à retrouver Richard. Derek lui apprend que Richard est tombé amoureux d'une étrange femme, Chriseis, et de ses amis peu recommandables.
Catatonique, Richard assiste, sans y participer, à une orgie alimentée par la drogue, au cours de laquelle une femme est sacrifiée rituellement. Bob dit à Tony que Richard « n'y arrive pas » avec Penelope ; Tony répond que Richard « n'a jamais réussi avec personne ». Derek fait alors part à Tony de la rumeur selon laquelle le Dr Walter Goodrich, doyen de l'université de Lancaster et père de Pénélope, serait à l'origine de l'impuissance de Richard. Tony raconte que Bob lui a dit que Richard était venu en Grèce « à la recherche d'un peu de liberté. A la recherche de sa virilité ». Derek se demande à voix haute si les « origines africaines » de Bob ne lui donnent pas une imagination débordante.
Richard a été emmené dans un monastère sur Hydra à cause d'une « ancienne maladie » sans nom qui « a un rapport avec le sang ». Mais l'abbé révèle que Chriseis ne voulait pas que Richard soit guéri, mais simplement maintenu en vie. L'abbé pense que Chriseis se lassera bientôt de Richard et le laissera mourir. Pénélope a une vision de la mort de Richard. Selon Bob, ce n'était qu'une hallucination causée par sa surconsommation de la puissante eau-de-vie des moines sous un soleil de plomb. Bob, Tony et Derek la confient aux moines et partent à dos de mulets à la recherche de l'ancien fort dans lequel l'abbé dit que Richard se trouve.
Arrivés au fort, ils découvrent un Richard encore catatonique qui regarde Chriseis diriger le sacrifice d'une autre femme. Derek, Tony et Bob font irruption pour sauver la femme. Ils y parviennent, mais Chriseis et ses amis s'échappent avec les mules. Le lendemain, Derek renvoie au Royaume-Uni une Pénélope qui proteste, afin qu'elle ne voie pas Richard dans son piètre état. Près du fort, tous deux montés sur des mules, Derek poursuit Chriseis sur un chemin escarpé. Chriseis descend de sa monture et s'enfuit. Derek le suit. Chriseis glisse sur des rochers, qui dégringolent sur Derek, le projetant dans la falaise. Tony tente de le sauver, mais il fait une chute mortelle.
Bob trouve Chriseis en train de boire le sang de Richard. Au cours d'une lutte qui s'ensuit, sa chute dans les escaliers de pierre semble lui être mortelle. Bob tente de lui enfoncer un pieu dans le cœur, mais Tony l'en empêche. Tony et Bob retournent au Royaume-Uni avec Richard. Après une apparente guérison, Richard reprend son poste à Oxford. Tony rend visite au Dr Halstrom, un expert en vampirisme. Halstrom lui explique que le vampirisme est une perversion sexuelle sadomasochiste qui touche « les femmes frigides et les hommes impuissants ». Il laisse entendre que Richard est peut-être déjà un vampire.
Goodrich annonce à Richard qu'il devra prononcer un discours érudit lors d'un dîner universitaire. Richard accepte, mais il est mécontent que Goodrich ait également l'intention d'annoncer les fiançailles « officielles » de Penelope et Richard. Lors du dîner, Richard se lève pour prendre la parole, mais au lieu de parler de son érudition, il fustige l'establishment. Il déclare : « Aimez-moi, dit l'universitaire, et faites exactement ce que je vous dis ». Il qualifie l'académie de « secte de protection de l'establishment » et dénonce les doyens comme des « voleurs venus prendre vos âmes », désignant Goodrich comme le pire d'entre eux.
Goodrich, qui est également médecin légiste pour l'université, tient une enquête privée et conclut, en pleurant, que Pénélope et Richard se sont suicidés alors qu'ils n'étaient pas sains d'esprit.
Quelque temps plus tard, Tony et Bob retournent en Grèce pour détruire Chriseis. Ils se rendent sur sa tombe et la trouvent endormie dans son cercueil. Le film se termine avec Bob en train de lui enfoncer un pieu dans le cœur.

## Fiche technique
Sauf indication contraire, les informations mentionnées dans cette section peuvent être confirmées par la base de données cinématographiques IMDb,  présente dans la section « Liens externes ».
- Titre en français : Suceurs de sang[2]
- Titre original : Incense for the Damned ou Bloodsuckers ou Freedom Seeker ou Doctors Wear Scarlet[3]
- Réalisation : Robert Hartford-Davis (sous le nom de « Michael Burrowes »)
- Scenario :	Julian More (en) d'après un roman de Simon Raven (en)
- Photographie :	Desmond Dickinson
- Montage : Peter Thornton
- Musique : Bobby Richards
- Société de production : Lucinda Films
- Pays de production :  Royaume-Uni
- Langue originale : anglais britannique
- Format : Couleur - 1,85:1 - Son mono - 35 mm
- Durée : 87 minutes
- Genre : Épouvante
- Dates de sortie :
  - États-Unis : 14 mai 1971 (Anderson (Indiana))
  - France : 19 juillet 1972
  - Royaume-Uni : septembre 1972

## Distribution
- Patrick Macnee : Major Derek Longbow
- Peter Cushing : Dr. Walter Goodrich
- Edward Woodward : Dr. Eric Halstrom
- Alexander Davion (sous le nom d' « Alex Davion ») : Tony Seymour
- Johnny Sekka : Bob Kirby
- Patrick Mower (en) : Richard Fountain
- Madeleine Hinde (sous le nom de « Madeline Hinde ») : Penelope Goodrich
- Imogen Hassall : Chriseis
- William Mervyn (en) : Marc Honeydew
- David Lodge (en) : Colonel Stavros
- John Barron (en) : Le diplomate
- Valerie Van Ost (en) : La femme de Don
- Françoise Pascal : Une fille à l'orgie
- Theo Moreos : Le maire
- Nick Pandelides : Le pasteur supérieur
- Andreas Potamitis : Le chef de la police
- Theodosia Elefthreadon : La vieille dame
- Christ Elefthreadon : Un moine